# 알버트 크리믈러
알버트 크리믈러(Albert Kriemler; 1960년 2월 7일, 생갈렌 출생)는 스위스의 패션 디자이너이며, 1980년부터 가족 경영 스위스 럭셔리 패션 하우스 아크리스(Akris)의 크리에이티브 디렉터로 일하고 있다. 그는 건축적이고 세련된 접근 방식으로 잘 알려져 있으며, ‘모더니스트 디자이너’로 묘사된다.

## 초기 생애
알버트 크리믈러는 1960년 2월 7일 스위스 생갈렌에서 태어났다. 그는 부모님과 아크리스의 창립자인 할머니와 함께 다세대 가정에서 성장했다.
그는 15세부터 부모님과 함께 섬유 박람회를 자주 방문했으며, 1976년 파리 방문 당시 처음으로 이브 생 로랑(Yves Saint Laurent) 패션쇼를 관람했다. 1970년대에 그의 부모인 막스(Max)와 우테(Ute)는 아크리스의 사업을 확장하여 테드 라피더스(Ted Lapidus)와 지방시(Givenchy) 같은 패션 하우스를 위해 기성복을 제작했다. 이 과정에서 지방시의 창립자인 위베르 드 지방시(Hubert de Givenchy)와 가족 간의 친분이 두터워졌다. 고등학교 졸업 후, 크리믈러는 지방시에서 견습을 받고, École de la Chambre Syndicale de la Couture에서 공부하기 위해 파리로 떠날 계획이었다. 그러나 아버지의 중요한 사업 동료가 갑작스럽게 사망하면서 그의 계획이 변경되었고, 1980년 20세의 나이에 아버지의 권유로 아크리스에 합류하여 크리에이티브 디렉터로 활동을 시작했다.

## 경력
알버트 크리믈러는 1987년에 회사에 합류한 동생(현 아크리스의 사장) 피터(Peter)와 함께 아크리스의 국제적 입지를 강화했다.
그는 지역 장인을 고용하며 생갈렌의 섬유 전통을 계승하는 동시에, 건축적 접근 방식을 통해 생갈렌 자수를 현대적으로 발전시켰다.
1988년, 뉴욕 5번가의 유명 백화점 버그도프 굿맨(Bergdorf Goodman)의 패션 디렉터이자 사장인 돈 멜로(Dawn Mello)가 아크리스 쇼룸을 방문해 아크리스 컬렉션을 처음으로 주문했다. 이후 2000년대에 그의 디자인은 버그도프 굿맨에서 베스트셀러로 자리 잡았다.
2004년부터 크리믈러는 현대 미술과 건축 테마를 컬렉션에 도입하며, 파리 런웨이에서 아크리스를 선보이기 시작했다. 토마스 루프(Thomas Ruff, 2014), 카르멘 에레라(Carmen Herrera, 2017), 로드니 그레이엄(Rodney Graham, 2017), 알렉산더 지라드(Alexander Girard, 2018), 게타 브라테스쿠(Geta Brătescu, 2019), 이미 크뇌벨(Imi Knoebel, 2021) 등 다양한 예술가들과 협업했으며, 헤르조그 & 드 뫼롱(Herzog & de Meuron, 2007)과 소우 후지모토(Sou Fujimoto, 2016) 같은 건축가들과도 협력했다.
그는 발레 안무가인 존 노이마이어(John Neumeier)와 협력해 빈 필하모닉 관현악단과 함께한 2005/06 시즌 프로덕션 의상을 디자인했다. 이후 약 20년간 다양한 발레 프로젝트에서 함께 작업했으며, ‘에필로그(Epilogue, 2024)’, ‘베토벤 프로젝트 II(Beethoven Project II, 2021)’, ‘투랑갈릴라(Turangalîla, 2016)’, ‘요셉의 전설(The Legend of Joseph, 2008/2015)’, ‘비엔나(Vienna, 2015)’ 등에서 노이마이어의 안무를 위한 의상을 제작했다. 또한, 볼쇼이 발레단(모스크바)과 캐나다 국립 발레단(토론토)이 공동 제작한 ‘안나 카레니나(Anna Karenina, 2017)’에서는 주연 안나 라우데레(Anna Laudere)를 위한 의상을 디자인했다.
2020년, 그는 네덜란드의 사진작가이자 영화제작자인 안톤 코르빈(Anton Corbijn)과 협업하여, 아티스트 이미 크뇌벨(Imi Knoebel)의 작품에서 영감을 받은 컬렉션을 바탕으로 5분짜리 패션 영화를 제작했다.
아크리스 창립 100주년을 맞아, 취리히 디자인 박물관(Museum für Gestaltung Zürich)에서 아크리스 컬렉션과 오리지널 예술 작품을 함께 전시하는 기획전을 공동 큐레이팅했다.

### 스타일
크리믈러는 자신의 철학을 “여성 자신이 먼저 돋보이고, 그다음에 옷이 보여야 한다”고 설명하며, 옷은 “개인의 개성을 드러낼 수 있어야 한다”고 강조한다. 그는 이러한 철학을 가장 잘 설명하는 표현으로 ‘자연스럽고 편안한 느낌과 외관’을 의미하는 독일어 단어 ‘selbstverständlich’를 꼽는다.
크리믈러는 1995년 첫 아크리스 캠페인을 진행하며, 사진작가 스티븐 클라인(Steven Klein)과 당시 신예 모델이었던 스텔라 테넌트(Stella Tennant)와 협력한 최초의 디자이너 중 한 명이었다. 이후 15년간 스티븐과 협업했으며, 2010년 봄 시즌에는 다프네 기네스(Daphne Guinness)를 기용해 첫 핸드백 캠페인을 선보였다.
그의 고객으로는 제시카 차스테인(Jessica Chastain), 릴리 콜린스(Lily Collins), 케이트 블란쳇(Cate Blanchett), 루피타 뇽오(Lupita Nyong'o), 케이티 홈즈(Katie Holmes), 미셸 오바마(Michelle Obama), 인드라 누이(Indra Nooyi), 카말라 해리스(Kamala Harris) 등이 있다.

### 혁신
알버트 크리믈러는 디지털 사진 프린팅 기술의 선구자로 평가받는다. 2008년, 예술가인 친구 이안 해밀턴 핀레이(Ian Hamilton Finlay)의 작품에서 영감을 받은 컬렉션을 선보였다. 스코틀랜드 리틀 스파르타(Little Sparta)에 위치한 핀레이의 정원 사진에서 모티브를 얻어, 그는 섬유 제조업체 야콥 슐렙퍼(Jakob Schlaepfer)의 크리에이티브 디렉터 마틴 루트홀드(Martin Leuthold)와 함께 2년간 연구하여 사진을 시퀸에 디지털로 인쇄하는 새로운 방법을 개발했다.
그는 이후 전통적 공예와 디지털 기술을 융합하는 작업을 시작했다. 2014년에는 토마스 루프의 작품 ‘별(Sterne, 1989–1992)’에서 영감을 받아, 포르스터 로너(Forster Rohner)와 협력해 LED 자수를 개발했다. 이러한 LED로 장식된 드레스 중 하나는 오스트리아 비엔나의 응용미술박물관(MAK) 영구 컬렉션에 포함되었다.

## 수상
크리믈러는 2008년 스위스 연방 문화청이 주관하는 그랑프리 디자인 상을 수상했으며, ‘디자인 분야에서 패션 창작의 가장 중요한 국제 대사’로서의 업적을 인정받아 스위스 디자인 어워드을 받았다. 2010년, 뉴욕 패션 그룹 인터내셔널 어워드(Fashion Group International Award)에서 패션 디자인 부문 수상자로 선정되었다.
2016년에는 런던의 월페이퍼 매거진(Wallpaper Magazine)에서 건축가 소우 후지모토와의 협업을 인정받아 ‘2016 베스트 얼라이언스 디자인 어워드’를 수상했으며, 같은 해 뉴욕 FIT 박물관(Fashion Institute of Technology Museum)에서 뛰어난 장인 정신과 ‘현대적 의상 제작’에 기여한 공로로 ‘2016 쿠튀르 카운슬 어워드(Couture Council Award)’를 수상했다.